# Domaniewice (województwo małopolskie)
Domaniewice – wieś w Polsce położona w województwie małopolskim, w powiecie olkuskim, w gminie Wolbrom.
W latach 1975–1998 miejscowość administracyjnie należała do województwa katowickiego.
Wieś w gminie Wolbrom. Pierwsza wzmianka o wsi Domaniewice pochodzi z roku 1388. W dokumencie datowanym na ten rok Niemierza i Pełka z Galowa w powiecie wiślickim zobowiązali się wypłacić w wyznaczonym terminie 100 oraz 40 grzywien czynszu wdowie po Nemierzy pod gwarancją wwiązania, czyli prawnego wprowadzenia jej w posiadanie dóbr; Domaniewice, Galów, Bydlin i Załęże. Dobór tych wsi nie jest przypadkowy. Przez wiele wieków Domaniewice, które były wsią rycerską były związane stosunkami własnościowymi z Bydlinem i wchodziły w skład tzw. klucza bydlińskiego. W 1396 roku Pełka z Bydlina zastawił 6 kmieci z Domaniewic Paszkowi z Nieznanowic W 1410 roku tenże Pełka zagwarantował zwrot w określonym terminie 70 grzywien Ostrobodowi z Niegowonic ewentualnym wwiązaniem go w wieś Domaniewice. Rok później tenże Pełka miał zwrócić w wyznaczonym terminie 120 grzywien Paszkowi z Kromołowa pod gwarancją wwiązania go w całą wieś Domaniewice. W 1417 roku Pełka wyznaczył synom Niemierzy i Mikołajowi wieś Domaniewice do czasu pełnoletniości innych synów, a wtedy mieli dokonać nowego podziału dóbr. W 1426 roku bracia Mikołaj i Pełka z Bydlina zastawiają za 100 grzywien groszy praskich Janowi Kożuszkowi z Mnikowa całe miasto Bydlin z folwarkiem, całą wieś Załęże i połowę Domaniewic. W latach 1417–1443 występuje w źródłach syn Pełki, Mikołaj Bydliński herbu Mądrostka, dziedzic Domaniewic i Bydlina, a w latach 1417–1448 kolejny syn Pełki, Stanisław Bydliński z Bydlina i Domaniewic. W źródłach występuje także Helena, żona Niemierzy z Bydlina (do 1419 roku), a po jego śmierci żona Andrzeja z Tworowa. Przeciwko niej w 1419 roku wystąpił Pełka z Bydlina zarzucając jej wwiązanie się gwałtem w wieś Domaniewice. Wkrótce Stanisław Bydliński sprzedał za 400 grzywien Janowi z Niezwojowic wsie Domaniewice i „Scoroczin”, (czyli Skoroszowy, obecnie część wsi Zarzecze), a także pole Stara Wieś w Bydlinie. W 1442 r. wsią Załęże władał Andrzej z Załęża herbu Baran, a zawołania Junosza, spokrewniony z dziedzicami Bydlina i Domaniewic.
W 1443 i później właścicielem wsi był Stanisław Bydliński z Domaniewic, który zmienił nazwisko i w 1457 roku, jako Stanisław Domaniowski (z Domaniowic) pozwał Andrzeja włodarza z Kąpiel. Pod koniec XV wieku, jako właściciel wsi występuje Scibor Rożniatowski z Domaniowic. Właścicielem całego tzw. klucza pilickiego, w którego skład wchodziły Domaniewice był Jan z Pilczy (starosta, wojewoda i kasztelan krakowski zm. 1476 r.). Już przed 1520 r. Domaniewice dzierżawili mieszczanie krakowscy. Wiemy, że już w XVI wieku w Domaniewicach była karczma.
W XVI wieku dziedzice wsi często się zmieniali. Pod koniec tego wieku wieś należała do Bonerów, z później do Firlejów. W latach 1783–1790 właścicielem wsi był Walenty z Kurozwęk Męciński, a po nim hrabia Adam Męciński. W 1787 r. wieś liczyła 163 mieszkańców. W 1789 roku w Domaniewicach, które były wsią szlachecką były 32 domy, a w 1790 roku 33 domy. W 1827 roku w Domaniewicach było 37 domów i 217 mieszkańców, a u schyłku XIX wieku 327 mieszkańców, w tym czterech Żydów. W połowie XIX wieku w Domaniewicach działała kopalnia kamienia i wapiennik. W 1875 roku kopalnia zatrudniała 12 kamieniarzy. W 1880 roku miejscowy folwark kupił J.M. Kamiński, adwokat z Warszawy.
Nazwa. 
W pierwszej wzmiance o wsi Domaniewice z 1388 roku nazwa wsi została zapisana, jako „Domanouicze”. W dokumentach sporządzanych w kolejnych latach nazwa wsi była zapisywana, jako; Domanouicz (1398 r.), Domanyowice (1400–1417), Domanouice (1410), Domanyowycze (1490), Domyanowicze (1529). W kolejnych wiekach nazwa wsi nadal ewaluowała. W 1655 roku wieś została odnotowana, jako Domaniowice, w 1787 roku pojawia się pisownia, taka, jak występuje obecnie, czyli Domaniewice, ale w 1921 roku używano nazwy Domaniowice. Jednak na krótko. Obecna nazwa Domaniewice występuje już w 1952 roku. Nazwa wsi jest nazwą patronimiczną i pochodzi od nazwy osobowej „Domań” (tak, jak imiona Domamir, Domasław). Czy ów Domań był zasadźcą, sołtysem, czy pierwszym właścicielem wsi – tego nie wiemy.

## Zabytki
Obiekty wpisane do rejestru zabytków nieruchomych województwa małopolskiego:
- Park krajobrazowy.

## Przyroda
Źródło w Czarnym Lesie, tzw. wieczne źródło położone na skraju lasu nieopodal wylotu Doliny Wodącej.
Obszar Doliny Wodącej jest położony na pograniczu dorzeczy Pilicy (północna i zachodnia część) i Przemszy (Dolina Wodąca i wschodnia część). Źródło szczelinowo-krasowe w Czarnym Lesie daje początek potokowi Dzdzenica. Źródło to stanowi najlepiej zachowany naturalny wypływ wód podziemnych na całym obszarze Wyżyny Krakowsko-Częstochowskiej. Woda wypływająca z tego wywierzyska ma temperaturę wahającą się w granicach 8-9 °C i mineralizację ok. 300 g/l. Takie parametry oraz czystość wody sprawiają, że przetrwała w nim duża populacja zimnolubnych form reliktowych wypławków alpejskich.
Różnica wysokości zwierciadła wód podziemnych między strefą wododziałową a strefą drenażu w rejonie opisywanego źródła wynosi 20–25 m. W warunkach budowy geologicznej obszaru Doliny Wodącej, drenaż utworów jury górnej odbywa się w obniżeniu Czarnego Lasu i Domaniewic. W tej części występują wypływy ascensyjne pod ciśnieniem (zjawisko gotujących się piasków w dnie potoku). Obserwując zjawiska hydrologiczne w Dolinie Wodącej i dolinie w Strzegowej mamy wrażenie, że są to dwie zupełnie różne formy. Pierwszym wyraźnym przejawem tego jest brak wypływów wód podziemnych u wylotu w doliny w Strzegowej. W dnie obu, występują jednak stałe, niewielkie zbiorniki wodne związane z występującymi w Dnie Doliny Wodącej lokalnie, a w Strzegowej na całej długości doliny nieprzepuszczalnymi utworami lessowymi. W profilu doliny Wodącej wyróżnić można dwie strefy: górną (rejon Smolenia i Podlesia) – wykształconą w wapieniach jury górnej, gdzie zwierciadło wód podziemnych występuje na głębokości od 50 do 25 m oraz dolną (na południe od skały Biśnik aż do wylotu doliny) – rozwiniętą w osadach ilastych czwartorzędu. W drugiej części zwierciadło wód podziemnych leży bardzo płytko pod powierzchnią terenu i w zależności od wilgotności w danym roku przecina powierzchnię morfologiczną na różnych wysokościach. W tej części doliny pojawiają się lokalnie podmokłości oraz funkcjonujące okresowo wypływy.
Występują tu również strefy ponorów aktywnych w czasie gwałtownych opadów. Wspomniane zjawiska związane są z grawitacyjnym drenażem wód podziemnych obszaru Doliny Wodącej. Obok niego występuje jeszcze drenaż związany z głębszą cyrkulacją krasową, niekoniecznie związana z osią doliny, a wręcz dotyczącą głównego masywu gniazda ostańców ze Skałami Zegarowymi, Grodzisko Chłopskie i Pańskie na czele. Z nią związane są wspomniane wypływy ascenzyjne w obniżeniu Czarnego Lasu i Domaniewic. Najbardziej stałym i widocznym elementem drenażu całego obszaru jest źródło w Czarnym Lesie o wydajności 10-25 l/sek. Pojawiają się okresowo również wypływy w kierunku Ruskowej Skały i Gajówki Psiarskie.
Przetrwała również legenda, która głosi, jakoby dowódca przejeżdżających przez ten teren wojsk, zobaczył na wzgórzu ludzi pracujących w polu, nie widząc zabudowań (były one usytuowane w dolinie) miał powiedzieć: „Ludzi widzę, ale doma nie widzę” Od słów „Doma nie widzę” wzięła swój początek nazwa wsi Domaniewice.